# Erlend Bjøntegaard
Erlend Bjøntegaard, född den 30 juli 1990, är en norsk skidskytt. 
Han blev ungdomsvärldsmästare i jaktstart 2009.
Bjøntegaard gjorde världscupdebut i mixstafetten i Östersund den 25 november 2012 där Norge blev tvåa. I sin individuella världscupdebut, distansloppet tre dagar senare, slutade han sjua.